# Bryan Robson
Bryan Robson (* 11. leden 1957, Chester-le-Street) je bývalý anglický fotbalista. Hrával na pozici záložníka.
V dresu anglické reprezentace se zúčastnil mistrovství světa roku 1982, 1986 a 1990. Hrál i na Euru 1988. Celkem za národní tým odehrál 90 zápasů, v nichž vstřelil 26 branek.
S Manchesterem United vyhrál v sezóně 1990/91 Pohár vítězů pohárů. Dvakrát se s ním stal mistrem Anglie (1992/93, 1993/94), čtyřikrát získal FA Cup (1982/83, 1984/85, 1989/90, 1993/94).
V anketě Zlatý míč, která hledala nejlepšího fotbalistu Evropy, se čtyřikrát umístil v první desítce, roku 1983 desátý, roku 1984 taktéž desátý, roku 1985 devátý a roku 1987 znovu devátý. Britský časopis World Soccer ho vyhlásil 91. nejlepším fotbalistou 20. století.
Po skončení hráčské kariéry se stal trenérem.